# Головков Андрій Леонідович
Андрі́й Леоні́дович Головко́в — старший прапорщик Державної прикордонної служби України, учасник російсько-української війни.

## З життєпису
Станом на березень 2017-го — старший технік оперативно-розшукового відділу, Луганський прикордонний загін. З дружиною, сином та мамою проживають в селі Вільхове.

## Нагороди
8 серпня 2014 року — за особисту мужність і героїзм, виявлені у захисті державного суверенітету та територіальної цілісності України, вірність військовій присязі під час російсько-української війни, відзначений — нагороджений орденом «За мужність» III ступеня.